# مرندا
مرندا (به انگلیسی: Mernda) یک منطقهٔ مسکونی در استرالیا است که در ویکتوریا (استرالیا) واقع شده‌است.